# Iwan Ławiejkin
Iwan Pawłowicz Ławiejkin (ros. Иван Павлович Лавейкин, ur. 2 sierpnia 1921 w Smoleńsku, zm. 2 grudnia 1986 w Moskwie) – radziecki lotnik wojskowy, generał major, Bohater Związku Radzieckiego (1943).

## Życiorys
Do 1938 skończył 9 klas szkoły w Briańsku, pracował w fabryce mechanicznej, w listopadzie 1938 ukończył briański aeroklub, od lutego 1939 służył w Armii Czerwonej. W 1940 ukończył wojskową szkołę lotników w Odessie, był lotnikiem niszczycielskiego pułku lotniczego w Zachodnim Specjalnym Okręgu Wojskowym, od czerwca do sierpnia 1941 lotnikiem 33 niszczycielskiego pułku lotniczego na froncie wojny z Niemcami, od sierpnia 1941 do listopada 1944 dowódcą klucza, dowódcą eskadry i zastępcą dowódcy pułku, w czerwcu i od sierpnia do października 1941 walczył na Froncie Zachodnim, w lipcu-sierpniu 1941 w składzie Moskiewskiej Strefy Wojsk Obrony Przeciwlotniczej, od listopada 1941 do października 1942 na Froncie Kalinińskim, od grudnia 1942 do października 1943 na Froncie Południowo-Zachodnim, od października 1943 do stycznia 1944 3, a od lipca do listopada 1944 1 Ukraińskim. Brał udział w walkach pod Smoleńskiem, pod Moskwą, operacji rżewsko-syczewskiej, bitwie pod Stalingradem, operacji woroszyłowgradzkiej, izjum-warwieńkowskiej, biełgorodzko-charkowskiej, donbaskiej, zaporoskiej, dniepropietrowskiej i lwowsko-sandomierskiej. 23 sierpnia 1941 został lekko ranny. W listopadzie 1944 został lotnikiem-instruktorem w Zarządzie Lotnictwa Myśliwskiego Głównego Zarządu Przygotowania Bojowego Sił Wojskowo-Powietrznych ZSRR, jako major 2 Armii Powietrznej 1 Frontu Ukraińskiego uczestniczył w operacji berlińskiej i praskiej. Wykonał łącznie 498 lotów bojowych, w 106 walkach powietrznych strącił 24 samoloty osobiście, a w grupie 1. W 1950 ukończył Akademię Wojskowo-Powietrzną w Monino, a w 1957 Wojskową Akademię Sztabu Generalnego, później dowodził dywizją lotniczą, a 1963-1986 wykładał w Akademii Wojskowej im. Frunzego, gdzie był m.in. docentem (1974) i kierownikiem katedry; w 1985 został kandydatem nauk wojskowych. W lutym 1986 zakończył służbę. Jego synem jest kosmonauta Aleksandr Ławiejkin.

## Awanse
- młodszy porucznik (20 maja 1940)
- starszy porucznik (6 grudnia 1941)
- kapitan (23 marca 1942)
- major (13 października 1943)
- podpułkownik (6 listopada 1947)
- pułkownik (23 sierpnia 1951)
- generał major lotnictwa (7 maja 1960)

## Odznaczenia
- Złota Gwiazda Bohatera Związku Radzieckiego (24 sierpnia 1943)
- Order Lenina (23 sierpnia 1943)
- Order Czerwonego Sztandaru (czterokrotnie - 3 listopada 1941, 29 grudnia 1941, 6 kwietnia 1942 i 22 lutego 1955)
- Order Wojny Ojczyźnianej I klasy (dwukrotnie - 30 lipca 1943 i 11 marca 1985)
- Order Czerwonej Gwiazdy (dwukrotnie - 29 kwietnia 1954 i 30 kwietnia 1954)
- Order „Za służbę Ojczyźnie w Siłach Zbrojnych ZSRR” III klasy (30 kwietnia 1975)
- Medal „Za zasługi bojowe” (20 czerwca 1949)
- Złoty Krzyż Zasługi (Polska, 6 października 1973)

I inne.